# Puketutu Island
Puketutu Island ist Insel vulkanischen Ursprungs im Manukau Harbour auf der Nordinsel von Neuseeland. Die Insel ist heute über Landgewinnung und eine Straße mit dem Festland verbunden.

## Geographie
Puketutu Island befindet sich im östlichen Teil des Manukau Harbours rund 4 km westlich des Zentrums des Stadtteils Māngere, der ehemaligen eigenständigen Stadt Manukau City. Die Insel besitzt eine Länge von 2,55 km und mist an ihrer breitesten Stelle 1,6 km. Die 1,66 km lange Island Road verbindet Puketutu Island mit dem Festland. Beidseits der Straße wurde durch Landgewinnungsmaßnahmen fruchtbares Ackerland gewonnen, sodass die Insel heute eigentlich eine Halbinsel darstellt und Puketutu Peninsula genannt werden müsste.

## Geologie
Die Insel, Teil des Auckland Volcanic Field, entstand vermutlich vor rund 77.000 Jahren (± 9.000 Jahre) durch vulkanische Aktivitäten und besteht ausschließlich aus Basalt. Jünger datierte Basalte lassen darauf schließen, dass vulkanische Aktivitäten die Insel bis vor rund 16.000 Jahren (± 11.000vJahre) weiter bildeten.

## Geschichte
Auf der Insel befanden sich früher mehrere Pā (Dörfer und Befestigungsanlagen der Māori), die aber zur Zeit der Ankunft der europäischen Kolonisten in der Gegend aufgegeben wurden.

## Nutzung
In den 1950er Jahren wurde auf der Insel ein Steinbruch angelegt und das dort abgebaute Basalt-Gestein unter anderem für den Ausbau des Flughafens von Auckland genutzt.

## Renaturierung
Im April 2007 wurde zwischen dem Kelliher Charitable Trust, dem die Insel gehörte, und dem Watercare Services, der in der Nähe an Land in Māngere eine Kläranlage betreibt, der Plan beschlossen, den Steinbruch mit nachbehandeltem Klärschlamm der Kläranlage aufzufüllen und damit eine Renaturierung der Landschaft der Insel einzuleiten. Ziel des Vorhabens ist, Teile der Insel nach Abschluss der Maßnahmen in einen öffentlichen Park umzuwidmen und ihn als 26. Regional Park von Auckland auszuweisen. Der Betreiber der Kläranlage verpflichtete sich dem Trust 25 Millionen NZ$ für die Nutzung zur Klärschlammdeponierung zu zahlen.
Im Jahr 2011 übertrug der Trust die Besitzrechte der Insel an den Auckland Council, mit der Zusicherung, dass die Insel für die Öffentlichkeit als Park zugänglich gemacht wird. Die Maßnahmen dazu waren Stand 2018 aber noch nicht abgeschlossen.